# Oklahoma City Blue
Oklahoma City Blue es un equipo de baloncesto estadounidense que forma parte de la NBA G League, liga de desarrollo auspiciada por la NBA, con base en Oklahoma City, Oklahoma.

## Historia
El nombre del equipo proviene de la conocida Ruta 66, una autopista estadounidense que atraviesa la ciudad de Tulsa, siendo parte muy importante de su economía. El equipo nació en la localidad de Asheville, en Carolina del Norte, donde fueron los Asheville Altitude, y en donde ganaron dos veces el campeonato, en 2004 y 2005. Se trasladó a Oklahoma al ser comprado por David Kahn, propietario también de los equipos de Austin Toros, Albuquerque Thunderbirds, y Fort Worth Flyers.
En julio de 2014 los Thunder anuncian que los 66ers se moverán a Oklahoma City.

## Trayectoria
| Asheville Altitude |                   |                   |     |     |      | |
| 2001–02            |                   | 6º                | 26  | 30  | .464 | |
| 2002–03            |                   | 7º                | 22  | 28  | .440 | |
| 2003–04            |                   | 1º                | 28  | 18  | .609 | Gana Semifinales (Fayetteville) 116–111 Gana Finales NBDL (Huntsville) 108–106                           |
| 2004–05            |                   | 2º                | 27  | 21  | .563 | Gana Semifinales (Huntsville) 90–86 Gana Finales NBDL (Columbus) 90–67                                   |
| Tulsa 66ers        |                   |                   |     |     |      | |
| 2005–06            |                   | 7º                | 24  | 24  | .500 | |
| 2006–07            | Eastern           | 4º                | 21  | 29  | .420 | |
| 2007–08            | Southwestern      | 3º                | 26  | 24  | .520 | |
| 2008–09            | Southwestern      | 5º                | 15  | 35  | .300 | |
| Tulsa 66ers        |                   |                   |     |     |      | |
| 2009–10            | Western           | 5º                | 27  | 23  | .540 | Gana 1.ª ronda (Sioux Falls) 2–1 Gana Semifinales (Iowa) 2–1 Pierde Finales NBDL (Rio Grande Valley) 0–2 |
| 2010–11            | Western           | 3º                | 33  | 17  | .660 | Gana 1.ª ronda (Texas) 2–1 Pierde Semifinales (Iowa) 0–2                                                 |
| 2011–12            | Western           | 6º                | 23  | 27  | .460 | |
| 2012–13            | Central           | 3º                | 27  | 23  | .540 | Gana 1.ª ronda (Canton) 2–1 Pierde Semifinales (Rio Grande Valley) 0–2                                   |
| 2013–14            | Central           | 5º                | 24  | 26  | .480 | |
| Oklahoma City Blue |                   |                   |     |     |      | |
| 2014–15            | Southwest         | 2º                | 28  | 22  | .560 | Pierde 1.ª ronda (Santa Cruz) 0–2                                                                        |
| 2015–16            | Southwest         | 4º                | 19  | 31  | .380 | |
| 2016–17            | Southwest         | 1º                | 34  | 16  | .680 | Gana 1.ª ronda (Santa Cruz) 2–1 Pierde Semifinales (Rio Grande Valley) 1-2                               |
| 2017–18            | Midwest           | 1º                | 28  | 22  | .560 | Pierde 1.ª ronda (South Bay) 105–125                                                                     |
| 2018–19            | Midwest           | 1º                | 34  | 16  | .680 | Gana 1.ª ronda (Salt Lake City) 118–113 Pierde Semifinal Conf. (Santa Cruz) 102–117                      |
| 2019–20            | Midwest           | 3º                | 20  | 22  | .476 | Temporada cancelada por la pandemia de COVID-19                                                          |
| 2020–21            | —                 | 9º                | 8   | 7   | .533 | |
| Temporada regular  | Temporada regular | Temporada regular | 495 | 460 | .518 | 2001–2021                                                                                                |
| Playoffs           | Playoffs          | Playoffs          | 14  | 13  | .519 | 2001–2021                                                                                                |

## Jugadores importantes
- Eddy Cramm
- Joe Forte
- Ersan Ilyasova
- Shaun Livingston
- John Lucas III